# Ontario Lacus
Ontario Lacus – jezioro na Tytanie, księżycu Saturna, o współrzędnych 72°S; 183°W, wypełnione płynnymi węglowodorami, głównie metanem, choć zawiera także etan. Jest to największe jezioro na południowej półkuli tego księżyca, mające powierzchnię ok. 15 000 km². Nazwa pochodzi od ziemskiego jeziora Ontario na granicy Kanady i USA, od którego zbiornik na Tytanie jest nieco mniejszy.

## Charakterystyka jeziora
Na wybrzeżu Ontario Lacus znalezione zostały ślady falowania, zalane doliny, jak również pierwsza znana delta rzeki na Tytanie. Stwierdzono także, że w ciągu czterech lat obserwacji linia brzegowa skróciła się o ok. 10 km; oznacza to, że poziom metanu w jeziorze obniża się w tempie ok. 1 m/rok, prawdopodobnie na skutek parowania. Przypuszcza się, że jest to zjawisko sezonowe, związane z obiegiem metanu na księżycu i obserwowany trend ulegnie odwróceniu z nastaniem zimy na półkuli południowej.
Mimo znacznej powierzchni, objętość węglowodorów w jeziorze jest mała: od 7 do 50 km³. Wynika to z jego bardzo małej głębokości, średnio od 0,4 do 3,2 m. Nawet w najgłębszym miejscu głębokość nie przekracza 7,4 m. Dokładna analiza zdjęć radarowych wskazała, że w południowej części jeziora, w obszarze uznanym początkowo za pokryty cieczą, istnieją kanały. Analiza geomorfologiczna z 2012 roku sugeruje, że jest to okresowy zbiornik cieczy, wypełniający depresję o płaskim dnie, którego najbliższym ziemskim odpowiednikiem jest Etosza w Namibii. W niektórych miejscach dno depresji znajduje się powyżej zwierciadła węglowodorów gruntowych (odpowiednika zwierciadła wód gruntowych na Ziemi) i dlatego obecnie wypełnia je ciecz; jezioro zwiększa swoją powierzchnię, gdy zasilają je sezonowe, ulewne deszcze metanu.

## Powierzchnia
Obserwacje radarowe ujawniły, że powierzchnia jeziora jest niezwykle gładka, różnice wysokości powierzchni zmierzone w strefie Fresnela o szerokości 100 m nie przekraczały 3 milimetrów; późniejsze analizy ograniczyły maksymalną wysokość fal do 1 mm. Wcześniejsze modele przewidywały, że na Tytanie mogą występować fale 7 razy wyższe i dłuższe niż na Ziemi. Przyczyną tego może być wysoka lepkość cieczy; właściwości mieszaniny metanu i etanu w tak niskich temperaturach są słabo zbadane. Inną przyczyną może być brak wiatru, związany z sezonową zmiennością aktywności pogodowej w atmosferze księżyca; oba czynniki mogą działać jednocześnie.